# Adelajda z Metzu

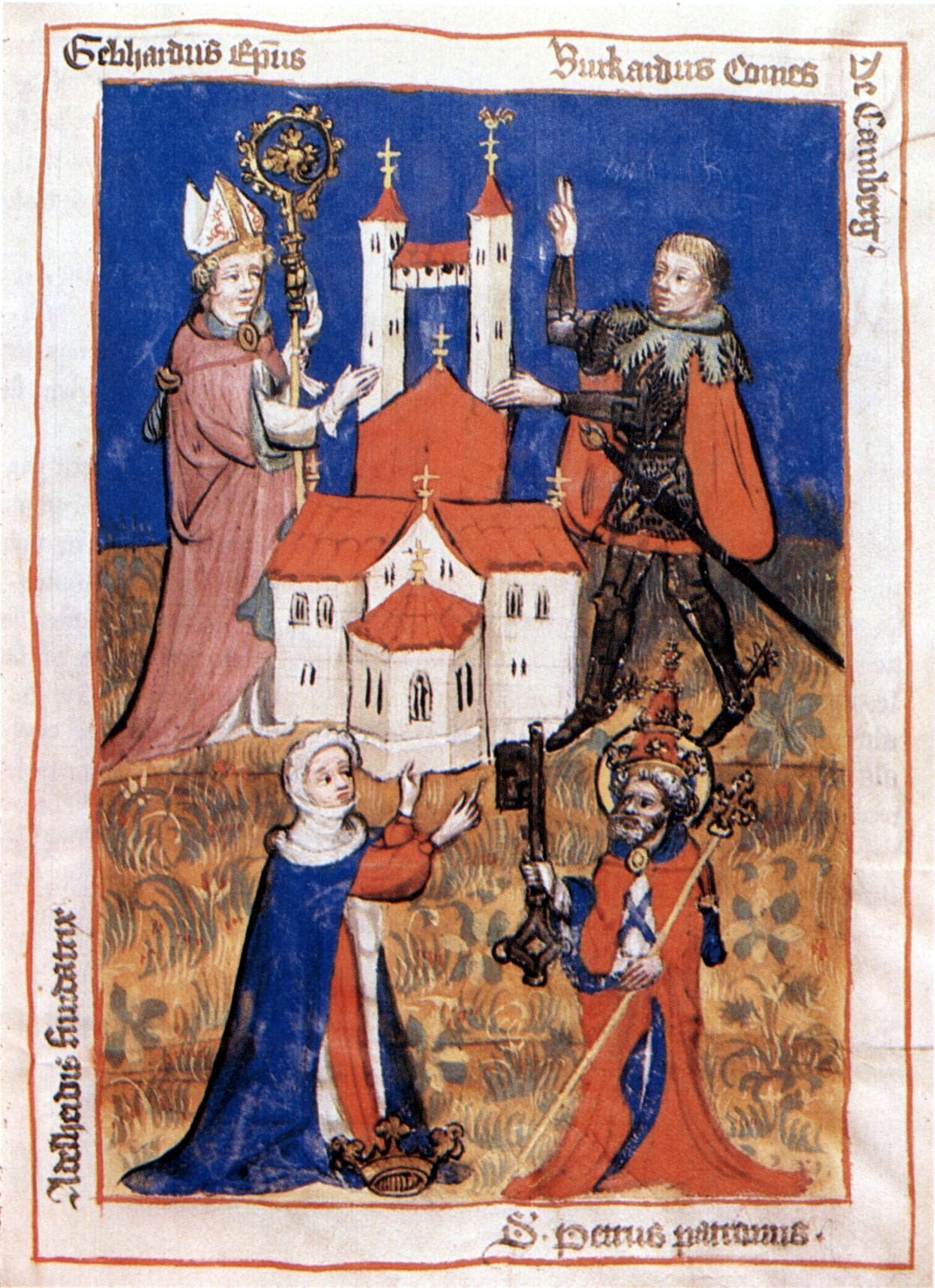
Adelajda (po lewej) funduje klasztor Öhringer w 1037 (rycina z ok. 1420)

Adelajda z Metzu, Adelajda z Egisheim (ur. 965-970; zm. 19 maja zapewne w latach 1039-1046) córka hrabiego Ryszarda z Metzu. Poślubiła Henryka ze Spiry, a po jego śmierci w latach 989-1000 pewnego frankońskiego hrabiego. W 1037 założyła klasztor Öhringen. W krypcie kościoła klasztornego zachował się pochodzący z XIII w. sarkofag ze szczątkami Adelajdy.
Henryk ze Spiry i Adelajda mieli dwoje dzieci: młodsza córka Judyta (zm. zapewne 998, na pewno jednak przed 30 kwietnia 1034) została pochowana w katedrze w Spirze, starszy syn Konrad II został w 1024 królem niemieckim, a w 1027 cesarzem.
Adelajda z drugiego małżeństwa miała syna Gerharda, który został biskupem Ratyzbony.